# Arsèni Vermenosa
Arsèni Vermenosa (en francès Arsène Vermenouze) (Eitrac, Alvèrnia, 1850-1910) fou un poeta occità, animador del felibritge alvernès. Residí uns quants anys a prop de Toledo amb la seva família, des d'on, a partir del 1879, envià col·laboracions a l'Avenir du Cantal. Instal·lat més tard a Orlhac, es dedicà intensament a cantar el seu país i la seva gent, dintre l'esperit del felibritge.
"L'Avenir du Cantal" era el diari del Parti radical i, per tant, d'esquerra (i avui força antioccità). El seu capitost en el departament del Cantal, el Senyor Bancharel, publicava suplements del diari en llengua d'oc.
Arsèni Vermenosa de jove era d'aquelles idees i anticlerical, amb tot va conèixer més tard una evolució vers la religió que el portà a escriure en diverses revistes i diaris, amb un to pietadós.
Després de la desfeta francesa del 1870, escrigué, com ho feu el mateix Mistral, poemes patriòtics francesos en occità.

## Obres
- Flor de brossa (Flour de brousso) (1896)
- Jos la clujada  (Jous la cluchado) (1909).
- En plein air (1900), recull en francès
- Mon Auvergne, recull en francès amb comentaris on l'occità apareix constantment.